# M/Tと森のフシギの物語
『M/Tと森のフシギの物語』（エムティーともりのフシギのものがたり）は大江健三郎の長編小説である。『へるめす』に連載されたのち、岩波書店より1986年刊行された（のち同時代ライブラリー、講談社文庫、岩波文庫）。

## 概要
- 1979年に発表された『同時代ゲーム』の世界を平易な叙述方法と文体で「少年たちにも読めるものに」[1]書き直したものである。
- MはMatriarch（女族長）、TはTrickster（トリックスター）を意味する[2]。
- 1989年、ガリマール社より仏訳がM/T et l'histoire des merveilles de la forêtのタイトルで出版されている。
- ノーベル文学賞対象作の一つであり[3]、海外で一番読まれている大江の作品である[4]。
- 大江自身が聞き及ぶところによると、本作と『万延元年のフットボール』の二作が、ノーベル賞の選考委員会でもっとも重視されたという[5]。

## あらすじ
四国の森の谷間の村において、小国家が、徳川時代に脱藩者の「壊す人」によって建国され、その後、女族長「オシコメ」の復古運動があり、幕末に「亀井銘助」に指導された一揆があり…etc.
という物語の語り手の故郷である四国の森の谷間の村の神話・歴史が語られる。
これらの物語内容は『同時代ゲーム』とは基本的には同一であるが、叙述方法や文体が違い、内容としても、語り手が『同時代ゲーム』のような完全に架空の語り手ではなく、作者大江自身を思わせる人物であり、それと関係して、物語の終わりが、大江を思わせる人物の息子である光の話に落着する、という違いがある。最終章の「「森のフシギ」の音楽」を中心に語られる語り手に関係する本作オリジナルの物語内容は以下である。
語り手「僕」は子供の頃、故郷の森の谷間の村を流れる川の「ウグイの巣」を覗きに行って、岩棚に挟まれ溺れかける。「僕」は救出されるときに頭に傷を負う。この際に「僕」は神秘的なヴィジョンを見て谷間の村の言い伝えの伝承者としての自覚を持つようになり、すすんで祖母や老人たちの話す昔話を聞くようになった。
大人になり東京で作家となった「僕」の子供・光は後頭部に大きな瘤を持って生まれる。瘤は手術で取り除かれるが傷が残る。「僕」の妻と電話で話した「僕」の母は、その傷が、亀井銘助、銘助さんの生まれ変わりの「童子」、「僕」と共通のものであると指摘する。
光には知的な障害が残り、養護学校に通うようになるが、成長するにつれ音楽の才能を持つことがわかる。光が養護学校をでて、福祉就労をする前の一時の期間、彼は谷間の村で「僕」の母と過ごす。その経験から光はある曲を作曲する。
「僕」の母が入院して、遺言のテープが残される。テープでは森の谷間の村における魂のあり方の母親による解釈が語られている。谷間の村に暮らす者らの魂はおおもとの「森のフシギ」から分かれて個々の魂となる。魂は死と再生を繰り返してみがかれて、最終的にはおおもとの「懐かしい」「森のフシギ」に戻る。母親は光の作った曲に「森のフシギ」の「懐かしさ」があると述べる。